# Мари Ван Британ Браун
Мари Ван Британ Браун (енгл. Marie Van Brittan Brown, Њујорк, 30. октобар 1922 — Њујорк, 2. фебруар 1999) била је америчка медицинска сестра и иноваторка. Године 1966. заједно са својим супругом, електричарем Албертом Брауном осмислила је систем видео надзора за кућну употребу. Исте године проналазак су пријавили Заводу за патенте и 1969. он је одобрен. Њен изум је имао огроман утицај на цео систем безбедности. Идеја је прерасла безбедност приватног дома и данас је у основи сигурносних системима широм света.

## Приватни живот
Мари Браун је рођена 1922. године у њујоршкој четврти Квинс. Њен отац је био из Масачусетса, а мајка из Пенсилваније. Била је једино дете у афроамеричкој породици Ван Британ. О Марином раном животу не зна се много. Радила је као медицинска сестра, а удала се за електричара Алберта Брауна. Брачни пар имао је двоје деце: сина Алберта млађег и ћерку Норму. Породица је такође живела у Квинсу, у Њујорку. Као медицинска сестра и електричар нису увек имали стандардно радно време, често су обоје истовремено били ван куће, а Квинс је у то време био прилично небезбедан крај. Овакве околности управо су је и мотивисале да за свој дом осмисли безбедносни систем видео надзора. Умрла је 2. фебруара 1999. у својој седамдесет шестој години.
Занимљиво је да је и њена ћерка Норма кренула мајчиним стопама. Постала је медицинска сестра и иноваторка са више од 10 проналазака.

## Систем кућне безбедности
Због чињенице да је Мари била медицинска сестра, а њен супруг Алберт електричар, обоје су имали нередовно радно време, а често им се и преклапало. Због тога је често остајала сама у свом дому током ноћи. Стопа криминала у њеном комшилуку била је веома висока, па је полицији било потребно много времена да се одазове позиву у помоћ. Потакнута таквим околностима Мари Браун је, уз помоћ супруга електричара, изумела први кућни безбедносни систем. У то време имала је око четрдесет година.
Њихов изум се састојао од четири шпијунке, клизне камере, ТВ монитора и микрофона. Камере су могле да иду од шпијунке до шпијунке. Ове камере су биле повезане са ТВ мониторима у њеном дому, и користећи те  мониторе укућани су могли да виде ко је испред улазних врата, без потребе да их отворе. Микрофони су играли важну улогу у њеном проналаску, јер је помоћу њих могла да комуницира са особом испред врата, опет без потребе да их отвори и буде лицем у лице са потенцијалним нападачем. Као што је раније речено, породица је живела у области високог криминала, а овај изум им је омогућио да се осећају много сигурније у свом дому. 
Пријаву за патент Мари и њен супруг поднели су 1. августа 1966. Заведен је као Патент 3.482.037, а влада га је одобрила 2. децембра 1969. године. Четири дана касније, Њујорк тајмс је објавио чланак о њеном проналаску. То је био први патент те врсте у свету, а име њеног мужа налазило се испод њеног.

### Развој система
У почетку је проналазак било тешко продати градитељима стамбених објеката јер су трошкови уградње били изузетно високи. Браунови су у одлучили да систем инсталирају у свом дому, надајући се да ће то изазвати интересовање код инвеститора.
Да би побољшала своју иновацију, Мари је додала систем за откључавање врата помоћу даљинског управљача, тако да су се улазна врата могла откључати притиском на дугме, без одласка до њих. 
Мари је знала да ће им овај систем само помоћи да сазнају ко је на вратима или покушава да уђе у кућу, али неће побољшати време реаговања полиције или обезбеђења у хитним случајевима. Зато је одлучила да пронађе и бржи начин да се обавесте власти. Осмислила је систем који је контактирао полицију и хитну помоћ такође само притиском на дугме. Она и њен супруг су у свом патенту цитирали друге проналазаче, као што су Едвард Д. Фини и Томас Ј. Рирдон. Њен проналазак користе мања предузећа и стамбени објекти и данас.

### Примена
Иако је систем првобитно био намењен за кућну употребу многа предузећа су, због ефикасности, почела да га усвајају. Мари Ван Британ Браун је добила признање за своју иновацију и награду Националног комитета за науку, чиме је званично постала део „елитне групе афроамеричких проналазача и научника“. Њујорк Тајмс је о њему писао као о ефикасној заштити не само за домове већ, на пример, и за лекарске ординације, где би могао би спречити узнемиравања од стране зависника од дроге.

## Заоставштина
Проналазак Мари Ван Британ Браун је био први CCTV (closed-circuit television) сигурносни систем и претходник је данашњих савременим система. Био је основа за развој видео надзора, даљински управљане браве на вратима, окидаче аларма, тренутну размену порука са безбедносним службама и полицијом, као и за двосмерну гласовну комуникацију. Довео је до стварања многих нових безбедносних система за домове и мала предузећа широм света. Популарност овог система такође је довела до распрострањенијег CCTV надзора у јавним просторима.
Систем који је Мари Ван Британ Браун осмислила ради безбедности свог дома имао је огроман утицај на безбедносне системе у целини. Њена идеја је била изузетно иновативна и омогућила је каснију надоградњу и стварање безбедносних система који постоје и данас. Био је то револуционарни проналазак за безбедносни систем уопште, због чега је добила признање признање Њујорк тајмса и награду Националног комитета научника. Сваки сигурносни систем, било да се ради о домовима, предузећима или банкама, може се пратити до њеног изума. Како је све више система кућне безбедности долазило на тржиште, почетни изум Мари Браун постао је још утицајнији и цитиран је у најмање 32 касније патентне пријаве.